# Giuseppe Bertaina
Giuseppe Bertaina (Cuneo, 3 de octubre de 1927-Nairobi, 16 de febrero de 2009), fue un misionero italiano consolato, asesinado en 2009 en Langata, Kenia, uno de los primeros misioneros católicos en esa nación, cuando aún era colonia británica. Luego de la independencia del país, permaneció en él y, junto a otros misioneros, fundó el Instituto de Filosofía en Nairobi, la capital.

## Biografía
Giuseppe Bertaina nació en la localidad de Madonna dell'Olmo, del municipio de Cuneo, en el Piamonte italiano, el 3 de octubre de 1927. Entró en la congregación de los Misioneros de la Consolata en 1946 y fue ordenado sacerdote en 1951. Ese mismo año fue enviado a Sudáfrica a estudiar Ciencias en la Universidad de Ciudad del Cabo. Al terminar los estudios fue trasladado como misionero a la colonia británica de Kenia, donde permaneció hasta su muerte. En la nación africana, el religioso se dedicó a la misión entre los Kikuyu, en las misiones de Kevote, Shiakago y Sagana. En esta última fundó una escuela técnica para lo formación de la juventud keniata. 
A partir de los años 90, Bertaina se dedicó a la docencia en el colegio St Mary’s Secondary School de Nyeri. y ejerció como capellán de la Cárcel de Langata, en Nairobi, capital del país.
Bertaina y otros misioneros, en 1998, fundaron el Philosophicum «Instituto de Filosofía» de Langata, Nairobi. Ejerció como rector y docente en el mismo instituto hasta el día de su muerte. El instituto se dedicaba a la formación de los sacerdotes misioneros, religiosos de diversas congregaciones y del clero local. En el mismo se han formado más de 300 seminaristas.
El misioneros consolato fue asesinado el 16 de enero de 2009, mientras trabajaba en su oficina del Instituto de Filosofía de los Misioneros de la Consolata. Los asesinos entraron en las instalaciones del centro educativo, durante el horario de las clases, mientras los estudiantes y profesores se encontraban en las aulas. El sacerdote fue fuertemente golpeado, atado y le taparon la boca, provocándole la muerte por insuficiencia respiratoria. Las investigaciones realizadas poco después de su asesinato, señalan que los criminales pretendían asaltar al instituto.
Bertaina fue sepultado en el cementerio de Mathari, Nyeri, donde yacen otros misioneros y misioneras de la Consolata.